# Liamone
Der Liamone  ist ein Fluss in Frankreich, der im Département Corse-du-Sud auf der Insel Korsika verläuft. Er entspringt im Regionalen Naturpark Korsika, an der Süd-Flanke des Capu a u Tozzu (2007 m), im Gemeindegebiet von Letia, fließt in südwestlicher Richtung abseits größerer Siedlungen und mündet nach rund 41 Kilometern an der Gemeindegrenze von Casaglione und Coggia im Golf von Sagone in das Mittelmeer. In seinem Mündungsabschnitt fließt er durch die nach ihm benannte Liamone-Ebene (frz.: Plaine du Liamone), die als Liamone-Strand (frz.: Plage du Liamone) in das Meer übergeht, an der Mündung des Flusses bildet sich durch Sandverschiebungen häufig eine Süßwasserlagune.

## Orte am Fluss
- Letia
- Murzo

## Geschichte
Der Fluss war Namensgeber für das gleichnamige, 1793–1811 bestehende historische französische Département, das ganz Südkorsika umfasste.

## Sehenswürdigkeiten
- Capigliolo-Turm an der Flussmündung